# Порядок Брюа

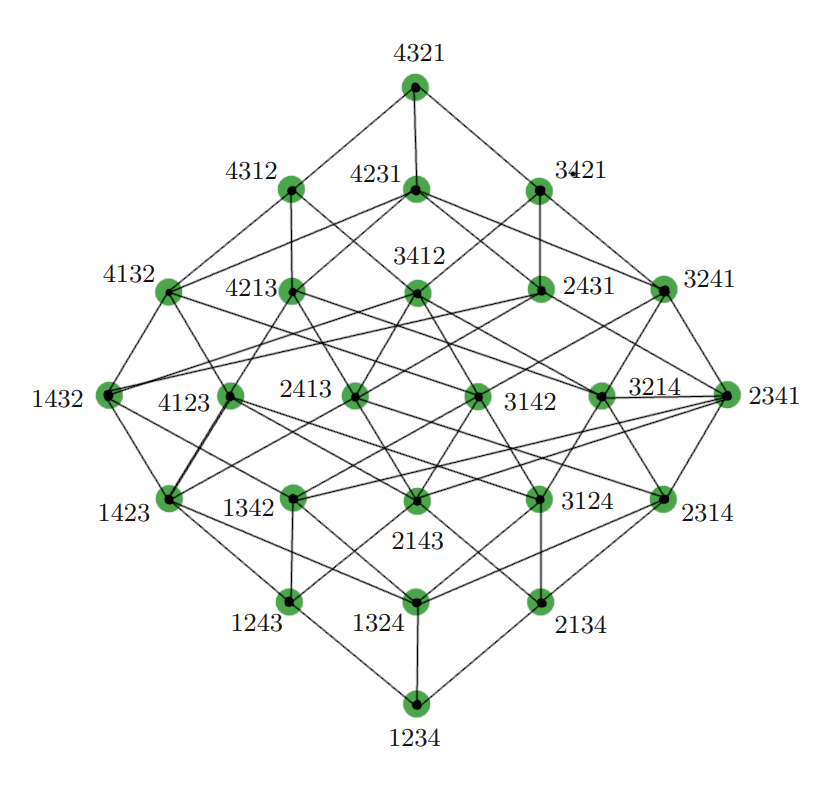
Порядок Брюа на группе

Порядок Брюа (сильный порядок, сильный порядок Брюа, порядок Шевалле, порядок Брюа — Шевалле) — частичный порядок на элементах группы Коксетера, который соответствует порядку включения на многообразиях Шуберта.
Впервые исследован Шарлем Эресманном в 1934 году на многообразиях Шуберта многообразий флагов или грасманианов, а аналогичную конструкцию для более общего случая полупростых алгебраических групп изучил Клод Шевалле в 1958 году. В 1968 году Дайя-Нанд Верма применил комбинаторные методы для исследования порядка Брюа на группах Вейля, и он же ввёл название — «порядок Брюа» в честь французского математика Франсуа Брюа ввиду связи с разложением Брюа. Левые и правые слабые порядки Брюа изучал Андерс Бьёрнер.

## Определение
Если {\displaystyle (W,S)} — система Коксетера с порождающими элементами {\displaystyle S}, то (сильный, слабый левый, слабый правый) порядок Брюа — это частичный порядок на группе {\displaystyle W}, определяемый для {\displaystyle u,v\in W} следующим образом:
- {\displaystyle u\leqslant v} в (сильном) порядке Брюа, если некоторая подстрока некоторого (любого) приведённого слова для {\displaystyle v} является приведённым словом для {\displaystyle u}[6];
- {\displaystyle u\leqslant _{L}v}, то есть {\displaystyle u} меньше или равно {\displaystyle v} в слабом левом порядке Брюа, если некоторый постфикс некоторого приведённого слова для {\displaystyle v} является приведённым словом для {\displaystyle u};
- {\displaystyle u\leqslant _{R}v} в слабом правом порядке Брюа, если некоторый префикс некоторого приведённого слова для {\displaystyle v} является приведённым словом для {\displaystyle u}.

## Граф Брюа
Граф Брюа — это ориентированный граф, связанный с сильным порядком Брюа. Множество вершин графа Брюа состоит из элементов группы Коксетера, а ориентированное ребро между вершинами {\displaystyle u} и {\displaystyle v} проводится тогда и только тогда, когда {\displaystyle {\textrm {l}}(u)<{\textrm {l}}(v)} и существует такое отражение {\displaystyle t}, что {\displaystyle u=tv}. Граф Брюа можно воспринимать как ориентированный граф с помеченными рёбрами, где метки соответствуют отражениям. Аналогичным образом можно определить граф Брюа с умножением на отражение {\displaystyle t} справа. В таком случае новый граф окажется изоморфен исходному, но метки на его рёбрах будут расставлены иначе.
Сильный порядок Брюа на симметрической группе обладает функцией Мёбиуса, которая определяется равенством {\displaystyle \mu (\pi ,\sigma )=(-1)^{\ell (\sigma )-\ell (\pi )}}, а значит соответствующее частично упорядоченное множество является эйлеровым.